# Nobuyo Fujishiro
Nobuyo Fujishiro (Prefectura de Chiba, Japó, 25 de gener de 1960) és un exfutbolista japonès.

## Selecció japonesa
Nobuyo Fujishiro va disputar 2 partits amb la selecció japonesa.